# HTC One (M8)

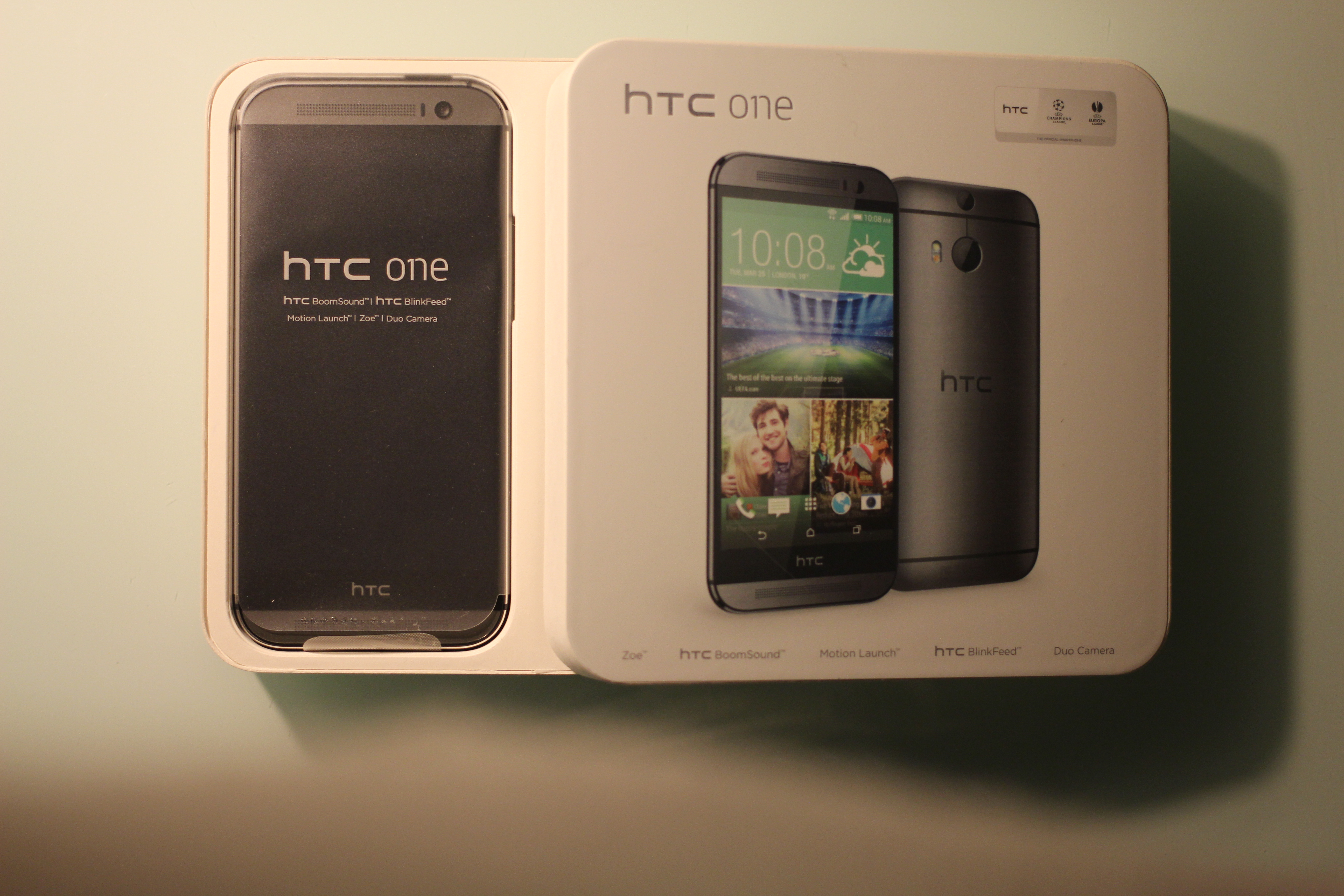
Вид спереди с коробкой

HTC One (M8) (также продаваемый как all-new HTC One) — это смартфон на базе Android или Windows, производимый и продаваемый HTC. После ряда утечек, произошедших в предыдущие месяцы, устройство было официально представлено на пресс-конференции 25 марта 2014 года и выпущено в тот же день Verizon Wireless в розничную продажу, а также другими операторами связи Канады и США для онлайн-заказов до этого. к его более широкой розничной доступности в середине апреля.
Устройство сохраняет дизайн, аналогичный предыдущему HTC One M7, но имеет более крупный округлый корпус с 5-дюймовым дисплеем с разрешением 1080p, четырёхъядерным процессором Qualcomm Snapdragon 801 и датчиком глубины резкости, который можно использовать для индивидуального использования, перефокусировать и применять различные эффекты к элементам переднего плана и фона фотографий, сделанных с помощью камеры устройства, фронтальная камера с более высоким разрешением, улучшения фронтальных стереодинамиков устройства, расширяемое хранилище, новые функции жестов и обновленная версия программного обеспечения HTC Sense. В августе 2014 года HTC представила программный вариант устройства под управлением Windows Phone 8.1 вместо Android с целью адаптации операционной системы к устройству без каких-либо компромиссов.
Устройство получило в основном положительные отзывы, при этом особая похвала была посвящена улучшениям конструкции его аппаратного и программного обеспечения, а также обновленным внутренним компонентам по сравнению с One M7. Однако некоторые обозреватели раскритиковали определённые аспекты устройства, такие как его большие лицевые панели, отсутствие значительных улучшений качества изображения основной камеры, удаление оптической стабилизации изображения и непостоянное качество эффектов, обеспечиваемых датчиком глубины.

## Выпуск
Новое устройство, получившее официальное название HTC One (M8) или All new HTC One, было представлено на пресс-конференции 24 марта 2014 года, которая проходила одновременно в Лондоне и Нью-Йорке. Verizon Wireless начала предлагать устройство в некоторых торговых точках сразу после мероприятия. Устройство было запланировано для широкой розничной продажи в Северной Америке 10 апреля и у 230 операторов связи в более чем 100 странах до конца апреля.
Он доступен в сером, серебристом и янтарно-золотом цветах. В Соединенных Штатах золотая модель будет продаваться исключительно розничным продавцом Best Buy.

## Технические характеристики

### Дизайн
Общий дизайн HTC One (M8) очень напоминает модель 2013 года, HTC One (M7), с цельным алюминиевым корпусом, двумя фронтальными динамиками и матовой металлической задней панелью. По сравнению со своим предшественником, алюминиевый корпус M8 теперь составляет 90 % рамы по сравнению с примерно 70 % ранее, поскольку его рама включает меньшее количество поликарбоната при выборе цельнометаллической конструкции с более изогнутой формой (а не пластиковой). Хотя он такой же толщины, как и предыдущая модель, он немного тяжелее из-за различий в конструкции. В верхней части устройства находится кнопка питания со встроенным ИК-портом; кнопка питания перенесена на правую сторону, а некоторые антенны спрятаны за пластиковой лентой, также расположенной вверху. В нижней части устройства находятся порт micro USB 2.0 с поддержкой технологии Qualcomm QuickCharge 2.0 и разъем для наушников. В отличие от One (M7), в M8 используются карты nano-SIM для экономии внутреннего пространства и с учётом возможности моделей с двумя SIM-картами. В устройстве используются экранные программные кнопки, состоящие из клавиш «Назад», «Домой» и «Недавние приложения», вместо пары физических емкостных кнопок, использовавшихся в предыдущей модели. Предыдущий дизайн был раскритикован критиками за то, что он был неправильным и вызывал появление чёрной полосы на экране, если приложению требовалась устаревшая клавиша «Меню» в нарушение рекомендаций по человеческому интерфейсу Android.

### Аппаратное обеспечение
Аппаратное обеспечение устройства было модернизировано по сравнению с его предшественником с использованием четырёхъядерного процессора Snapdragon 801 с тактовой частотой 2,3 ГГц, 2 ГБ оперативной памяти и 5,0-дюймового сенсорного дисплея Super LCD 3 с разрешением 1080p и плотностью пикселей 441 ppi, защищенного слой Gorilla Glass 3 с покрытием, устойчивым к царапинам. Устройство поставляется с 16 или 32 ГБ встроенной памяти, а также включает слот MicroSD до 128 ГБ дополнительной памяти. Стереодинамики BoomSound также были улучшены за счет более глубокого корпуса, большего усилителя и обновленного DSP для улучшения качества звука. Он также включает в себя концентратор датчиков для дискретного отслеживания движения.

### Камера
Основная/основная задняя камера сохраняет датчик изображения «UltraPixel» (OmniVision OV4688), состоящий из пикселей размером 2,0 мкм. Датчик UltraPixel был обновлен, чтобы обеспечить лучшую точность цветопередачи на освещенных фотографиях, и теперь устройство оснащено двухцветной вспышкой.
Как и у конкурирующего Galaxy S5, основная задняя камера M8 оснащена датчиком изображения с широким соотношением сторон 16:9. Его разрешение составляет 2688 × 1520 пикселей, примерно четыре мегапикселя, и он использует апертуру f / 2,0.
Устройства записывают кадры в формате 1080p со скоростью 60 кадров в секунду, что в два раза выше, чем у предшественника. Однако, в отличие от конкурирующих Galaxy S5, Xperia Z2 и LG G3, в HTC One M8 отсутствует запись видео 2160p 4K (~ 8,3 мегапикселя на видеокадр) из-за недостаточного разрешения датчика изображения.
Хотя разрешения и производительности обработки было бы достаточно для видео 1440p, у One M8 этого тоже не хватает. Основная камера сопровождается вторым 2-мегапиксельным датчиком глубины резкости (OmniVision OV2722), расположенным непосредственно над основной камерой как часть системы «Duo Camera» устройства. Датчик анализирует расстояние и положение элементов на фотографии и создает карту глубины, которая встраивается в каждую фотографию. Затем карту глубины вместе с другой информацией можно использовать для создания 3D-эффектов параллакса, для индивидуального применения фильтров к разным частям изображения, например, для размытия фона для фокусировки на объекте на переднем плане (торговая марка «UFocus»), или копировать и вставлять объект с одной фотографии на другую, аналогично тем, которые доступны с камерой Lytro. В середине апреля HTC выпустила комплект для разработки программного обеспечения, который позволяет другим приложениям использовать преимущества системы отображения глубины, и заявила, что SDK будет использоваться приложением камеры в версии Google Play. Генеральный директор HTC Питер Чоу сказал, что работа над Duo Camera заняла 18 месяцев в тесном сотрудничестве с Qualcomm, чьи интернет-провайдеры Snapdragon 801 были модернизированы для удовлетворения потребностей устройства в изображениях.
Хотя задняя камера телефона (M7) 2013 года имела оптическую стабилизацию изображения (OIS), она не была включена в устройство, поскольку разработчики сочли её «несовместимой» с новой системой датчиков глубины. Его заменили функции «умной стабилизации», активируемые датчиком глубины. Интерфейс камеры операционной системы также был оптимизирован: появилось новое меню для переключения между режимами фото, видео, Zoe и Pan 360, а также обновленный интерфейс настроек.
Дополнительная/передняя камера для селфи, использующая датчик изображения Samsung S5K5E2, имеет большее количество мегапикселей, чем основная/задняя камера.

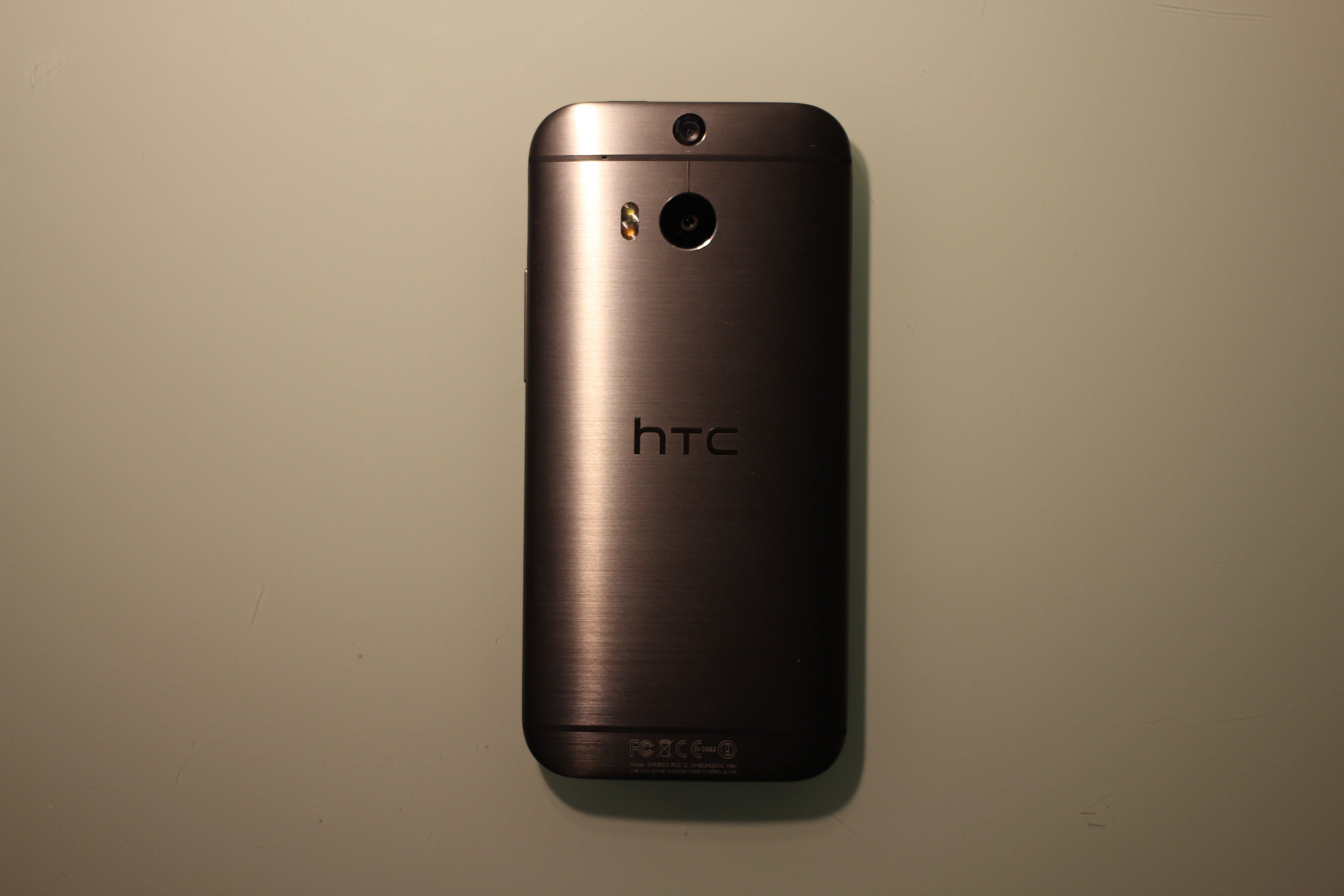
HTC One M8 (Вид сзади)

### Программное обеспечение
Устройство поставляется с настроенной версией Android 4.4.2 «KitKat», использующей версию 6.0 программного пакета HTC Sense. Он основан на дизайне Sense 5 с более минималистичным дизайном, цветовыми темами и оптимизацией для больших экранов и функциями прозрачности Android 4.4. Была добавлена новая система под названием «Motion Launch», которая позволяет пользователям включать дисплей двойным нажатием на него при поднятии устройства и позволяет разблокировать непосредственно BlinkFeed, домашний экран или режим голосового набора, нажав на экран и перетащив по конкретным направлениям. Нажатие кнопки громкости, удерживая телефон горизонтально, запустит приложение камеры. Также был добавлен «режим экстремального энергосбережения», который ограничивает использование ЦП и отключает второстепенные приложения, службы и датчики для экономии заряда батареи при низком заряде; этот режим разрешает доступ только к телефону, приложениям для обмена сообщениями, электронной почте, календарю и калькулятору и отключает многозадачность.
BlinkFeed был обновлен с изменённым дизайном, который теперь отображает часы с погодой только в том случае, если он установлен в качестве домашнего экрана по умолчанию, а также теперь позволяет сторонним разработчикам добавлять источники контента через SDK; Fitbit (чье приложение, также предварительно загруженное на устройство, может интегрироваться с концентратором датчиков в качестве шагомера) и Foursquare были объявлены партнерами по запуску SDK. Функциональность HTC Share была заменена специальным приложением Zoe, которое позволяет пользователям совместно работать над роликами. Телевизионное приложение было обновлено и теперь включает спортивную статистику в прямом эфире и «Fan Talk», что позволяет пользователям отслеживать и присоединяться к разговорам, касающимся телепрограмм, в Twitter.
HTC обязуется предоставлять обновления встроенного ПО в течение как минимум двух лет после его выпуска. Приложения BlinkFeed, Gallery, TV и Zoe, а также «Пакет обновления HTC» упакованы как приложения в Google Play Store, что позволяет обновлять их независимо от самой прошивки. Обновление до Android 4.4.3 было выпущено в июле 2014 года. В октябре 2014 года было выпущено обновление до 4.4.4, в которое был добавлен набор расширенных функций камеры под торговой маркой «HTC Eye Experience»; это включает режимы «Раздельный захват», «Фотобудка» и «Автоселфи», голосовой затвор, отслеживание лица во время записи видео и фильтр «Живой макияж». Обновление до Android 5.0 «Lollipop» было впервые выпущено для разблокированных моделей в январе 2015 года. В обновлении Android 5 представлены проблемы с зависанием, принудительными перезагрузками, снижением частоты кадров и задержкой при использовании смартфона для тяжелых игр. Модель AT&T HTC One M8 получила обновление Android 5.0 Lollipop OTA в апреле 2015 года. Разблокированные модели были обновлены до Android 6.0 «Marshmallow» в декабре 2015 года.

### Аксессуары
HTC представила чехол Dot View для устройства во время своей пресс-конференции. Крышка этого флип-кейса содержит сетку отверстий, что позволяет отображать часы, прогноз погоды и уведомления о сообщениях и вызовах на экране под ним через отверстия в стиле, напоминающем точечно-матричный дисплей.

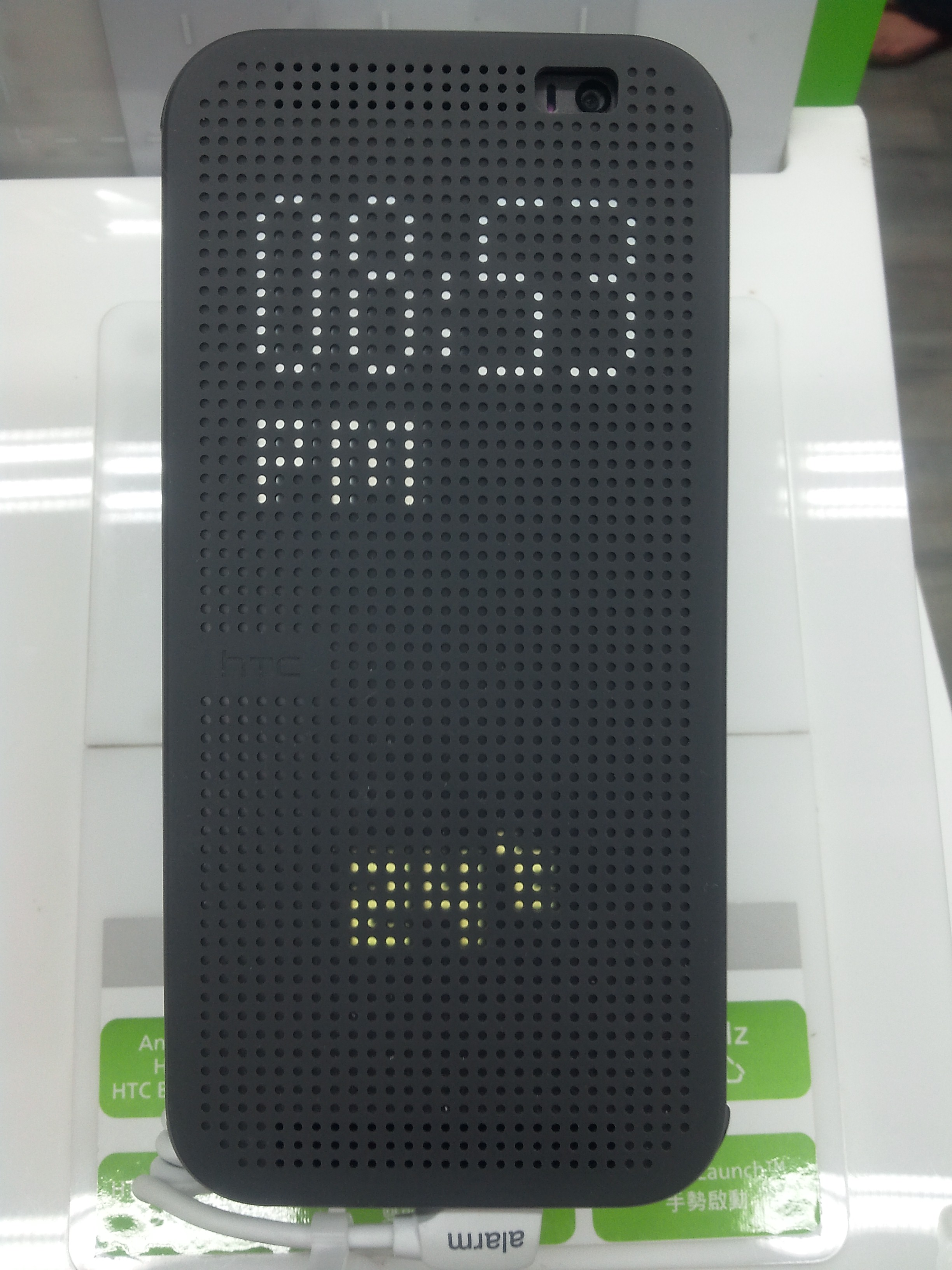
Специальный чехол

## Критика
Android-версия HTC One (M8) получила в основном положительные отзывы критиков, а Windows-версия смешанные отзывы. Промышленный дизайн устройства считался более «премиальным», чем предыдущая модель, из-за увеличения количества металла и меньшего количества пластика, а также более удобным для удержания из-за его более изогнутой формы. Дэвид Пирс из The Verge описал дизайн как «удивительно редкое сочетание красоты старого One и беззастенчивой полезности телефона, такого как Galaxy S4. также сделано для использования». TechRadar предположил, что дизайн HTC One (M8) хорошо состарился по сравнению с будущими металлическими смартфонами, и его достаточно, чтобы «пережить натиск iPhone 6 и Galaxy S6». Как и в предыдущей модели, задняя камера устройства получила неоднозначные отзывы. Хотя она получила похвалу за свои возможности при слабом освещении, более быструю автофокусировку, а также за обновления программного обеспечения камеры HTC, камеру критиковали за то, что она не показала каких-либо заметных улучшений качества изображения по сравнению с предыдущей моделью, создавая мягкие изображения, которые выглядели только приемлемыми. при малых размерах из-за агрессивного шумоподавления и неадекватной программной обработки.

### Windows-версия
Разработка устройства для Windows стала возможной благодаря изменениям Microsoft в платформе Windows Phone, обеспечивающим большую гибкость и разнообразие аппаратных конструкций, таких как поддержка экранных кнопок. Эти изменения позволили OEM-производителям теоретически повторно использовать аппаратные разработки устройств Android для использования в качестве части устройства Windows Phone. Президент HTC Americas Джейсон Маккензи утверждал, что с устройством для Windows HTC стала первым производителем смартфонов, который «запустил культовое устройство для нескольких операционных систем без каких-либо компромиссов».

### HTC One M8 Eye
HTC представила One (M8) Eye в октябре 2014 года. В остальном он идентичен стандартной модели, за исключением того, что инфракрасный порт и возможность подключения NFC удалены, а задняя камера UltraPixel заменена 13-мегапиксельной камерой. The Eye был выпущен только в Китае и Индии.